# Kirche Alt-Rahlstedt

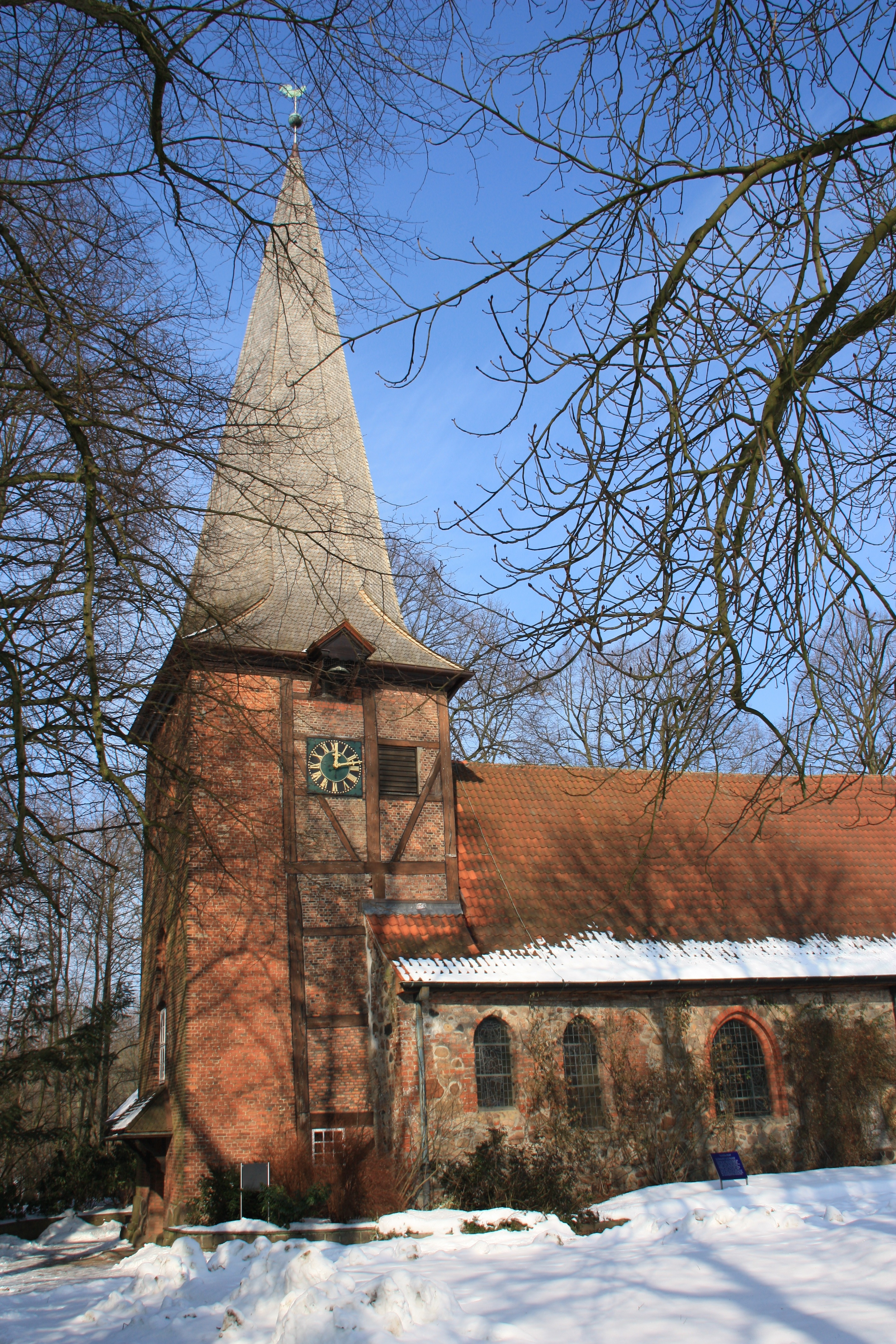
Die Kirche von der Pfarrstraße gesehen

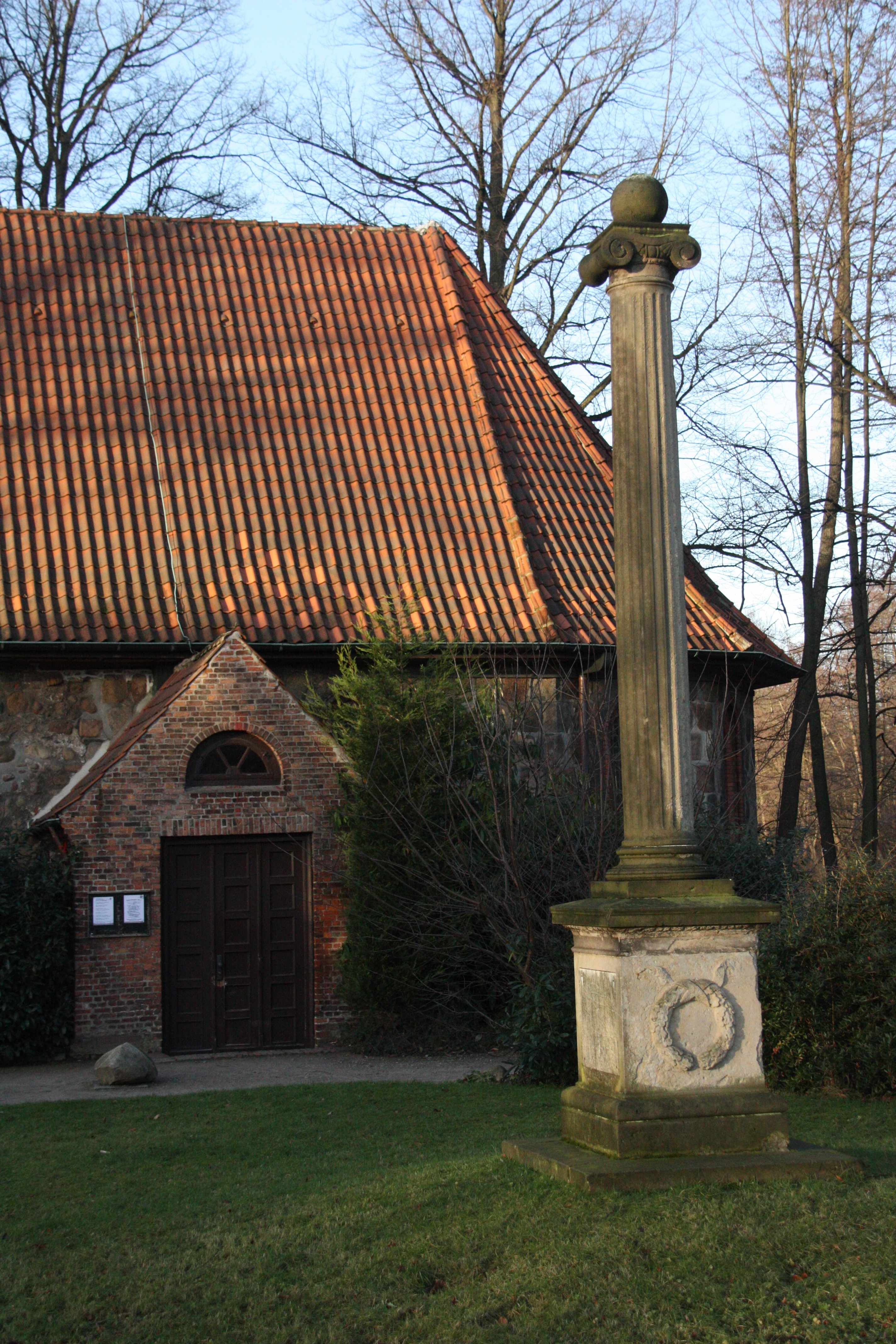
Sakristei, Chor und Kriegerdenkmal

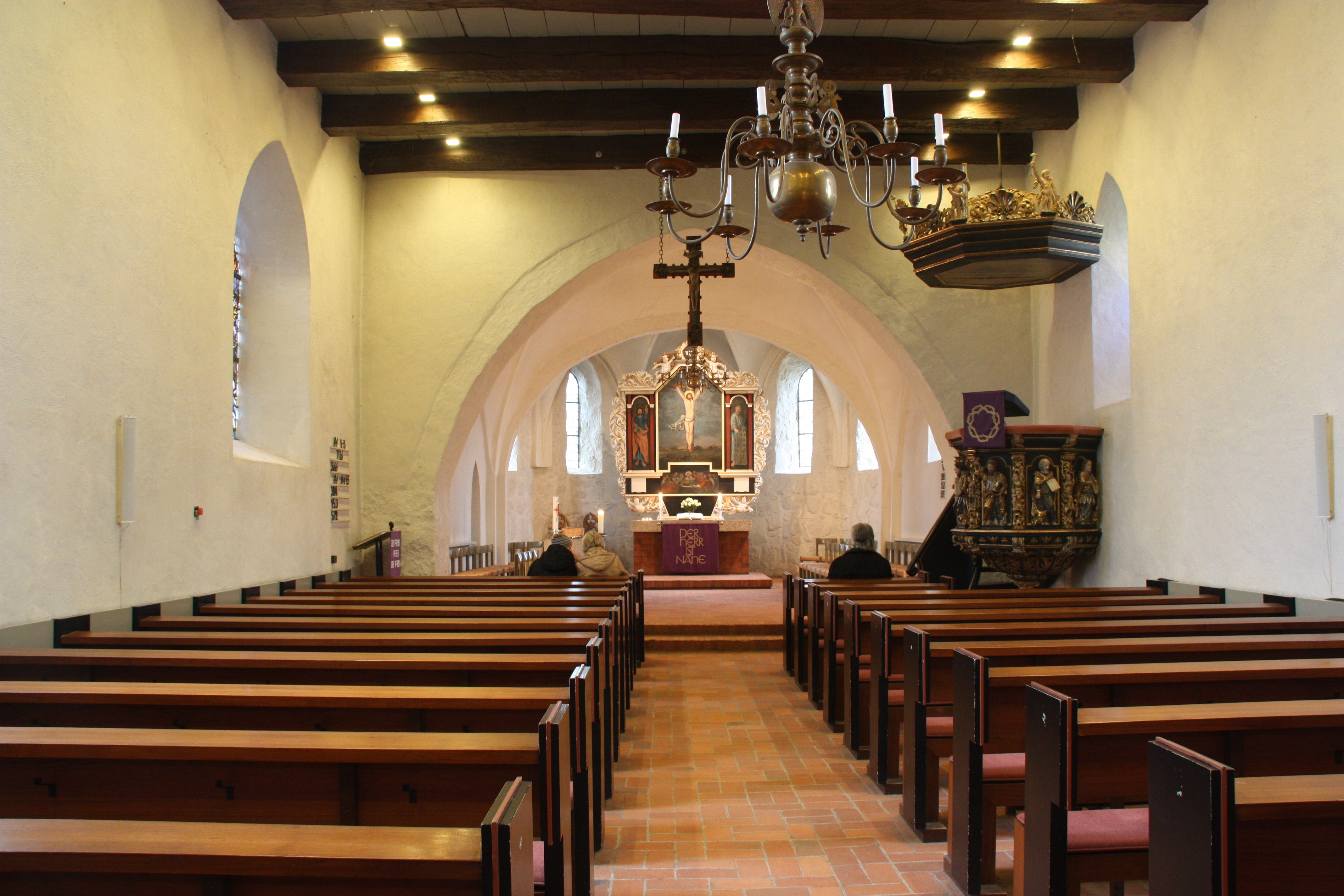
Innenraum, Blick auf Altar, Kanzel und Triumphkreuz

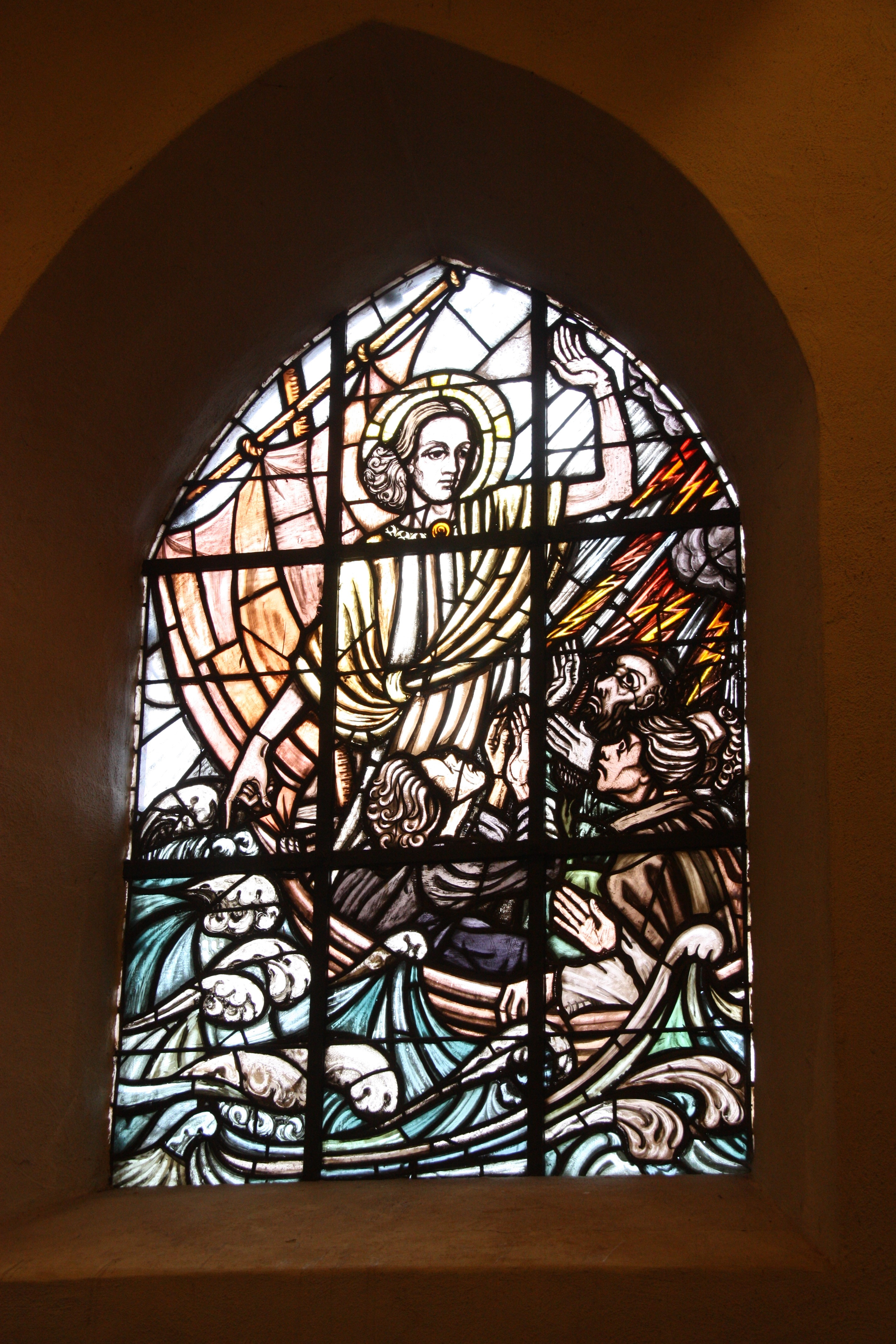
Glasfenster Stillung des Seesturms

Die zur Nordkirche gehörende Alt-Rahlstedter Kirche ist eines der ältesten Kirchengebäude im norddeutschen Raum mit sehenswerten Kunstwerken. Sie liegt im Hamburger Stadtteil Rahlstedt, der bis zum Groß-Hamburg-Gesetz zum Kreis Stormarn gehörte. Kirchenrechtlich gehört sie seit 2009 zum Kirchenkreis Hamburg-Ost, davor seit 1977 zum Kirchenkreis Stormarn und von 1813 bis 1977 zur Probstei Stormarn.  Daher wird die Kirche in älterer Literatur häufig zu Stormarn gezählt. Bis heute haben sich Verbindungen in das Hamburger Umland erhalten, so ist z. B. die Kirche von Braak eine Tochterkirche der Kirche Alt-Rahlstedt.

## Bau und Erweiterungen bis 1964
Die Kirche wurde in mehreren Abschnitten errichtet und stellt sich heute als Ergebnis verschiedener Bauperioden dar. Der Hauptraum ist aus Feldsteinen errichtet und im Innern flach gedeckt, der polygonale Chor weist ein Gewölbe auf. Chor und Kirchensaal sind einheitlich mit einem Satteldach überdacht. Der in Fachwerkbauweise errichtete Kirchturm ist auf der Wetterseite (Westen) massiv in Backstein ausgeführt. Der Turmhelm, eine über einem quadratischen Grundriss steil aufragende achtseitige Turmspitze, ist mit Holzschindeln gedeckt.
Die Kirche wurde 1248 zum ersten Mal urkundlich erwähnt, ihre ältesten Teile stammen wahrscheinlich aus dem späten 12. Jahrhundert. Unter dem Chor fanden sich Hinweise auf einen Vorgängerbau, die jedoch nicht datiert werden konnten. Wahrscheinlich wurde das Langhaus zuerst gebaut und in der zweiten Hälfte des 13. Jahrhunderts um den heutigen Chor mit seiner früh-gotischen Apsis erweitert. Um das Jahr 1400 herum erhielt das Langhaus vergrößerte Fenster, von denen sich noch eines auf der Südseite, unmittelbar neben der Vorhalle, erhalten hat. Die heutige Sakristei ist ein kleiner Vorbau auf der Südseite, dessen Alter sich bisher nicht genau feststellen lässt, der aber erst nach der Reformation errichtet worden sein dürfte. Von einem früher angenommenen zweiten Vorbau auf der Nord- bzw. Flussseite fanden sich bis heute keine konkreten Spuren. Der steinerne Turm wurde zusammen mit der westlichen Vorhalle im frühen 17. Jahrhundert errichtet, hatte aber wahrscheinlich einen frei stehenden hölzernen Vorgänger. Ein vergleichbares Alter weisen alle Teile der heutigen Dachkonstruktionen auf, das Dach über dem Chor stammt von 1587, das Turmdach von 1610 und das Dach das Langhauses von 1619. Alle Dachkonstruktionen sind im Laufe der Geschichte mehrfach repariert, jedoch nie vollständig ausgetauscht worden. Im Hauptraum wurde erst 1633 der Lehmboden durch einen Steinfußboden ersetzt.
Die Kirche war früher von einem Friedhof umgeben, der 1844 eingeebnet wurde, nachdem man von 1829 an einen neuen Friedhof angelegt hatte. An der Kirche erinnern heute nur noch eine Gedenksäule zu Ehren der im Deutsch-Französischen Krieg 1870/1871 gefallenen Alt-Rahlstedter Bürger und einige Grabsteine an der Außenwand an den alten Friedhof.
Die Höhe des Turms beträgt 30 m, das Kirchenschiff ist 11 m hoch, 49 m lang und 10 m breit.

## Ausstattung
Auf dem Altar der Kirche steht ein Altaraufsatz aus dem Jahre 1695. Im Bogen am Eingang des Chorraumes hängt ein Triumphkreuz aus dem 14. Jahrhundert, das ursprünglich ein Vortragekreuz für Prozessionen und Beerdigungen war. Die Barockkanzel von 1634 stammt aus der ersten Wandsbeker Kirche. Graf Christian von Schimmelmann hat sie 1801, als diese Kirche abgebrochen wurde, der Alt-Rahlstedter Kirche geschenkt, weil sie ihm für die neue Wandsbeker Kirche zu klein erschien. Die beiden im Innenraum hängenden Kronleuchter aus Messing mit dem charakteristischen Doppeladler stammen aus dem Jahr 1744.
Vom ehemaligen Altar aus dem 15. Jahrhundert sind noch zwei Apostelfiguren vorhanden, die heute die Nordwand des Chorraumes schmücken und die Petrus und Jakobus den Älteren darstellen. Da die Kirche als Stationskirche eines mittelalterlichen „Jakobspilgerweges“ erwähnt wird, schließen manche Autoren zusammen mit den erhaltenen Apostelfiguren darauf, dass der Apostel Jakobus der ursprüngliche Namenspatron der Kirche gewesen sein könnte.
Taufschale, Osterkerzenleuchter und die zwei Altarkerzenleuchter sind aus Silber und stammen vom Hamburger Silberschmied Wilfried Moll.
Viele der farbigen Glasfenster sind 1937 von Ina Hoßfeld geschaffen worden. Die meisten dieser Fenster wurden 1943 bei einem Bombenangriff zerstört, heute sind noch das Weihnachtsfenster, die Stillung des Seesturms und Teile des Kreuzigungsfensters erhalten. Das älteste Glasfenster der Kirche auf der Nordseite stammt vom Ende des 17. Jahrhunderts und zeigt vier Stifterwappen von Familien, die einen Großteil der Renovierungen nach dem Dreißigjährigen Krieg finanziert haben.

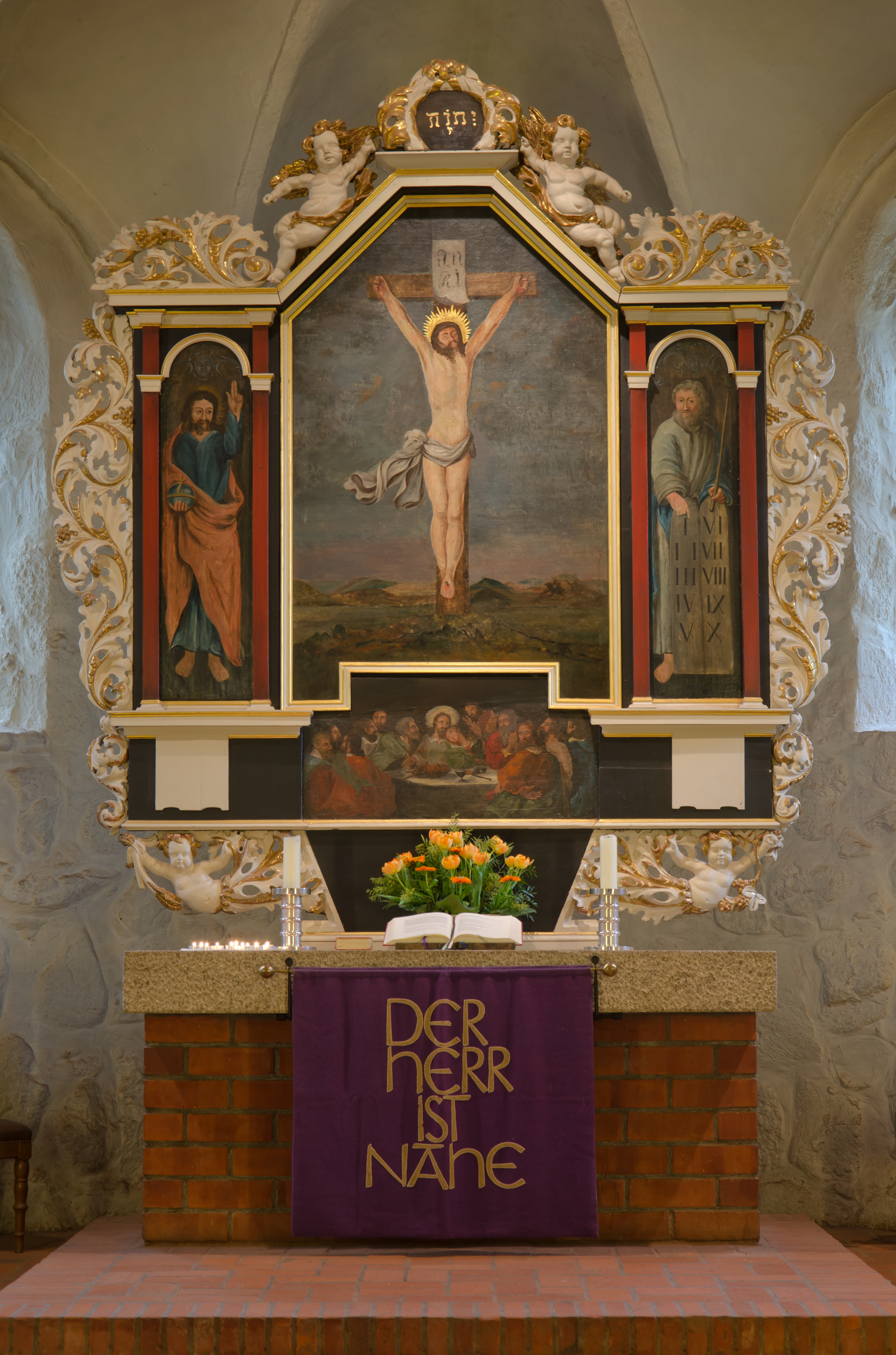
Altar
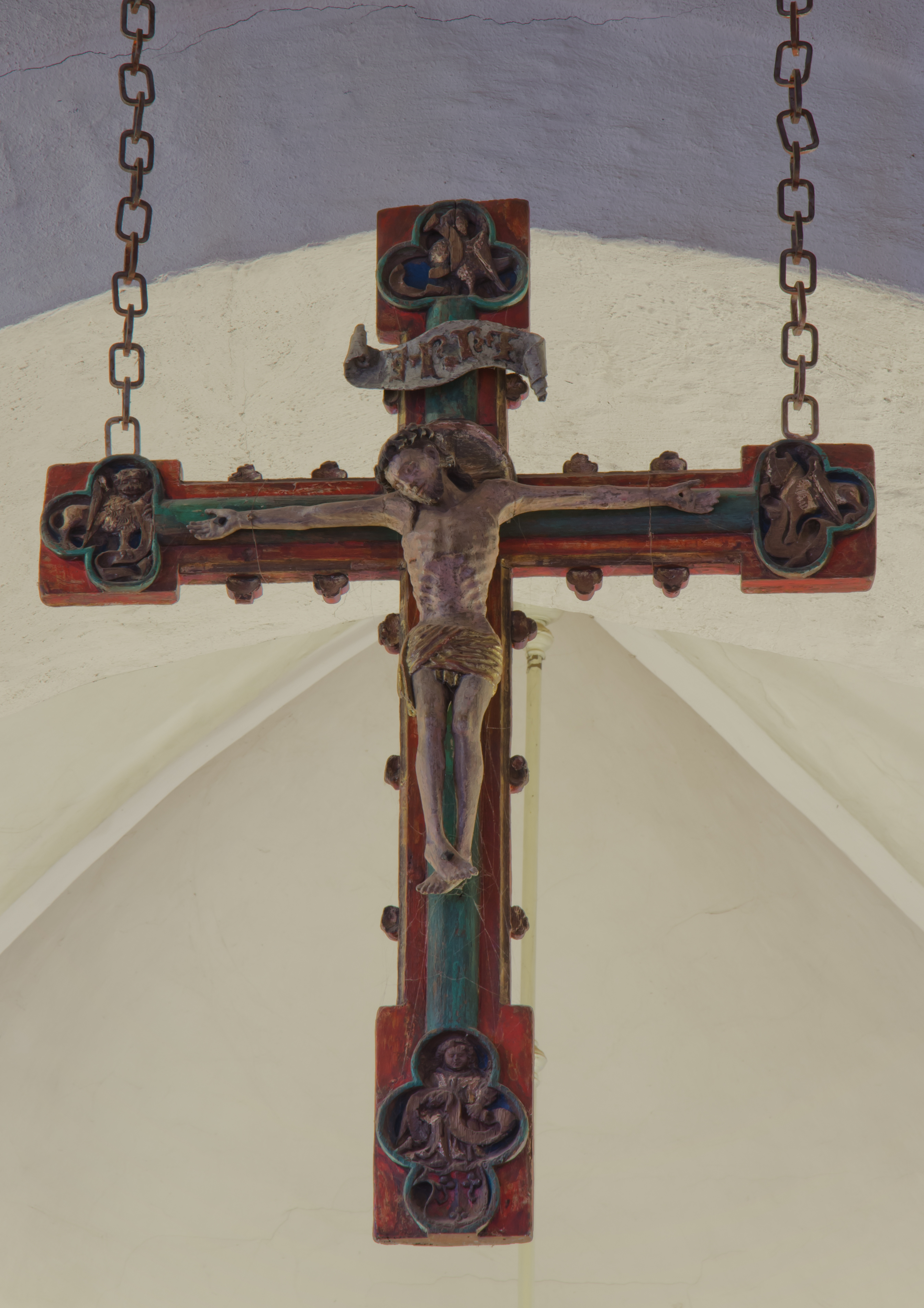
Triumphkreuz
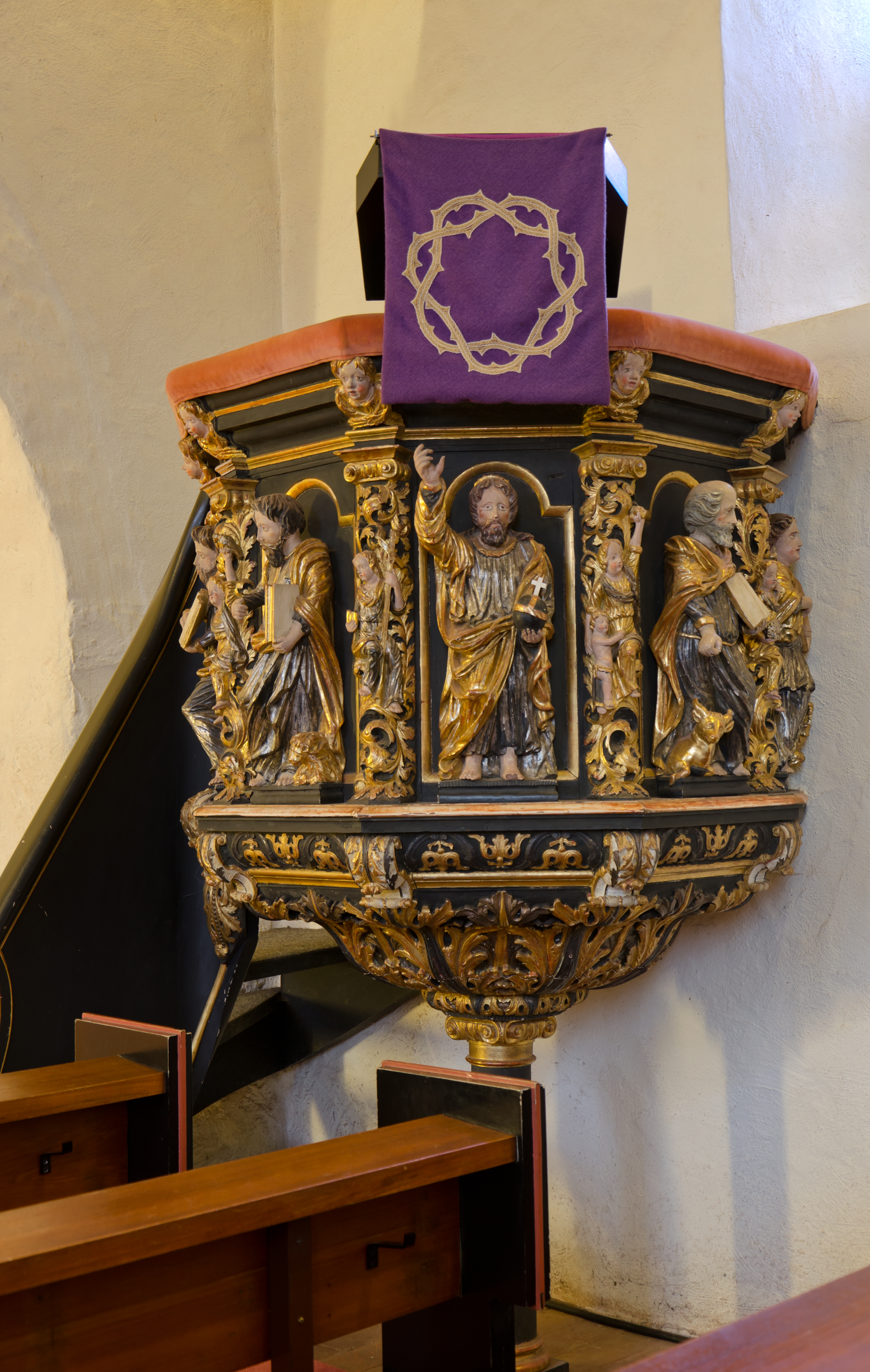
Kanzel
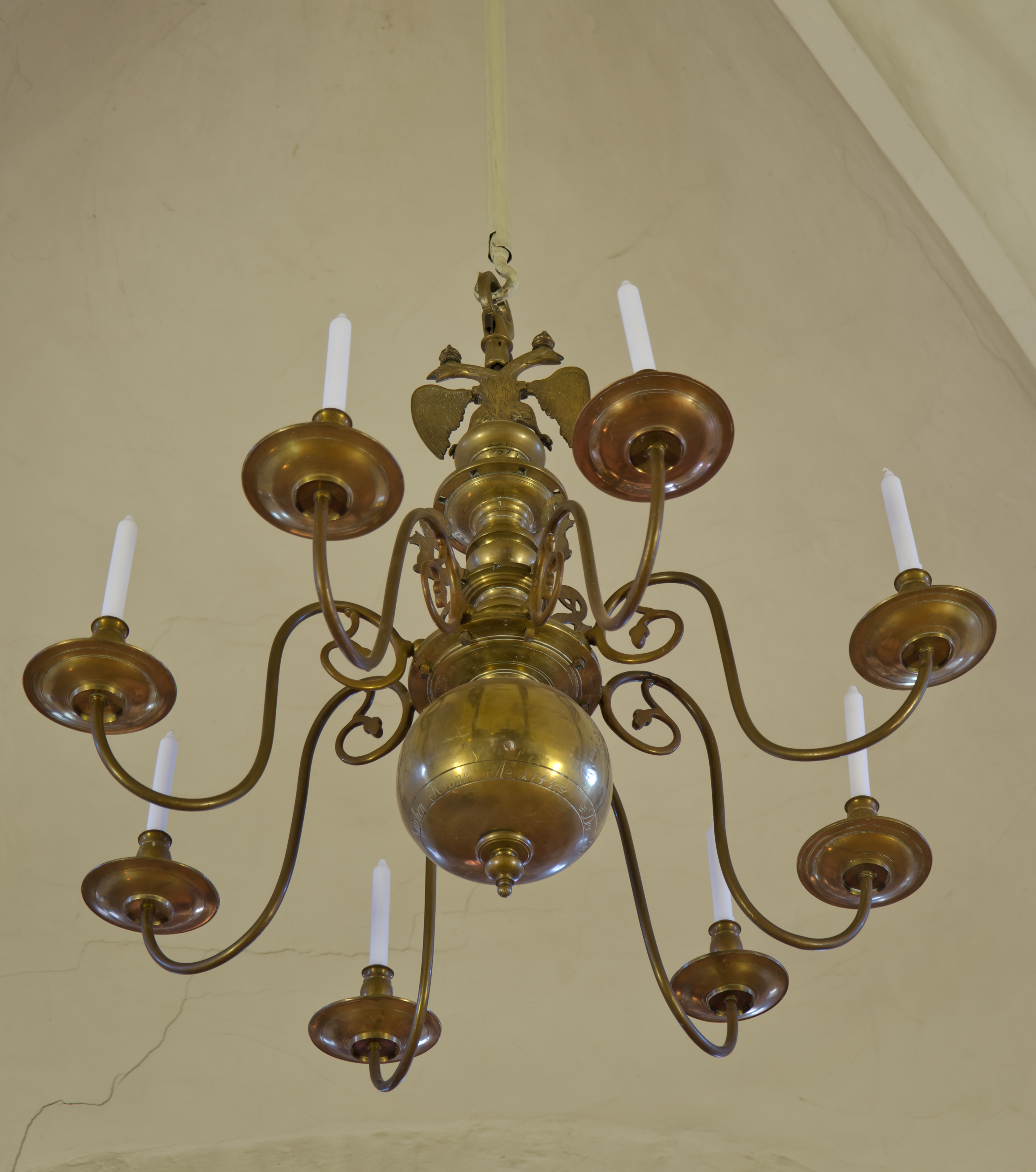
Leuchter
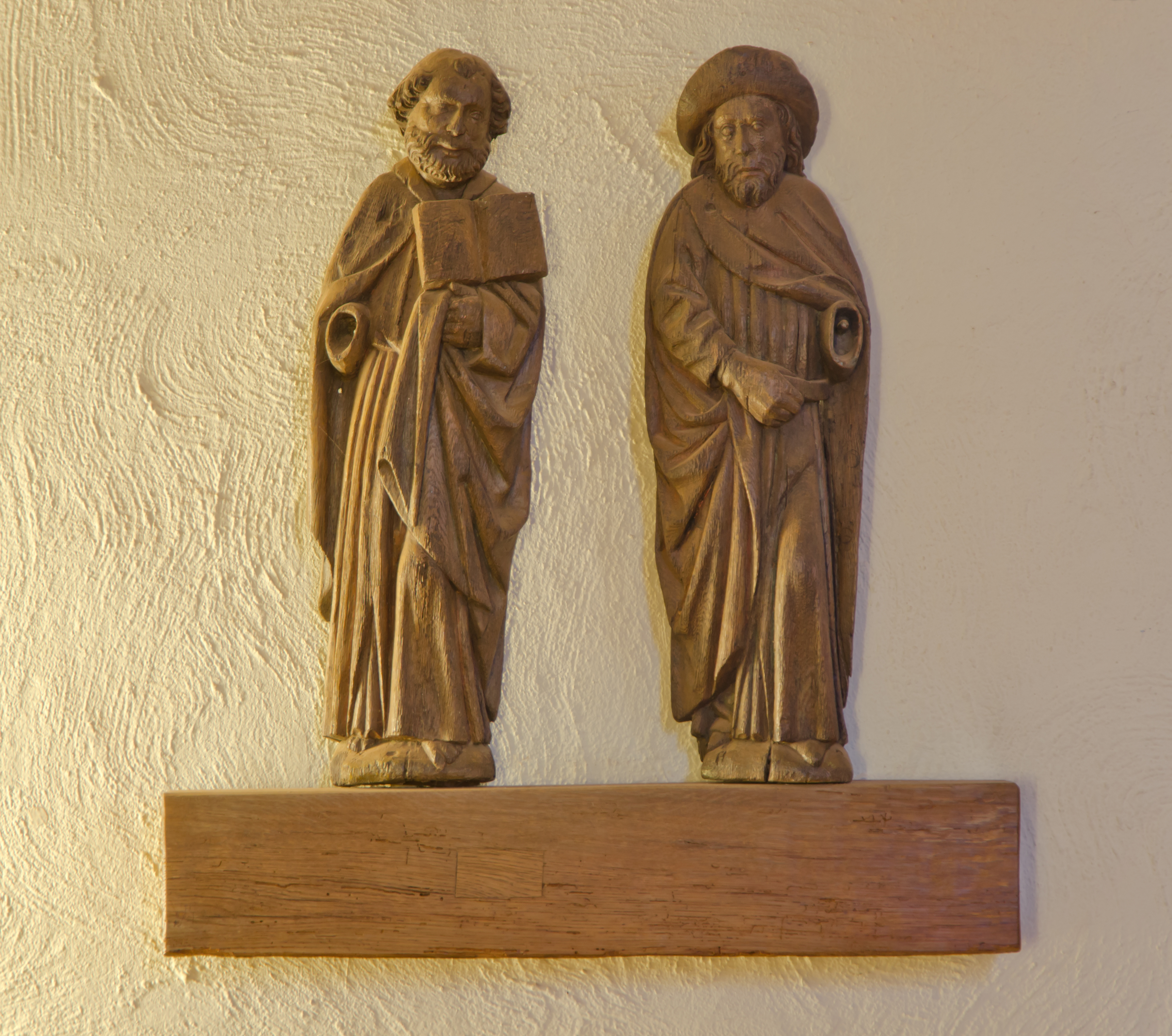
Petrus und Jakobus
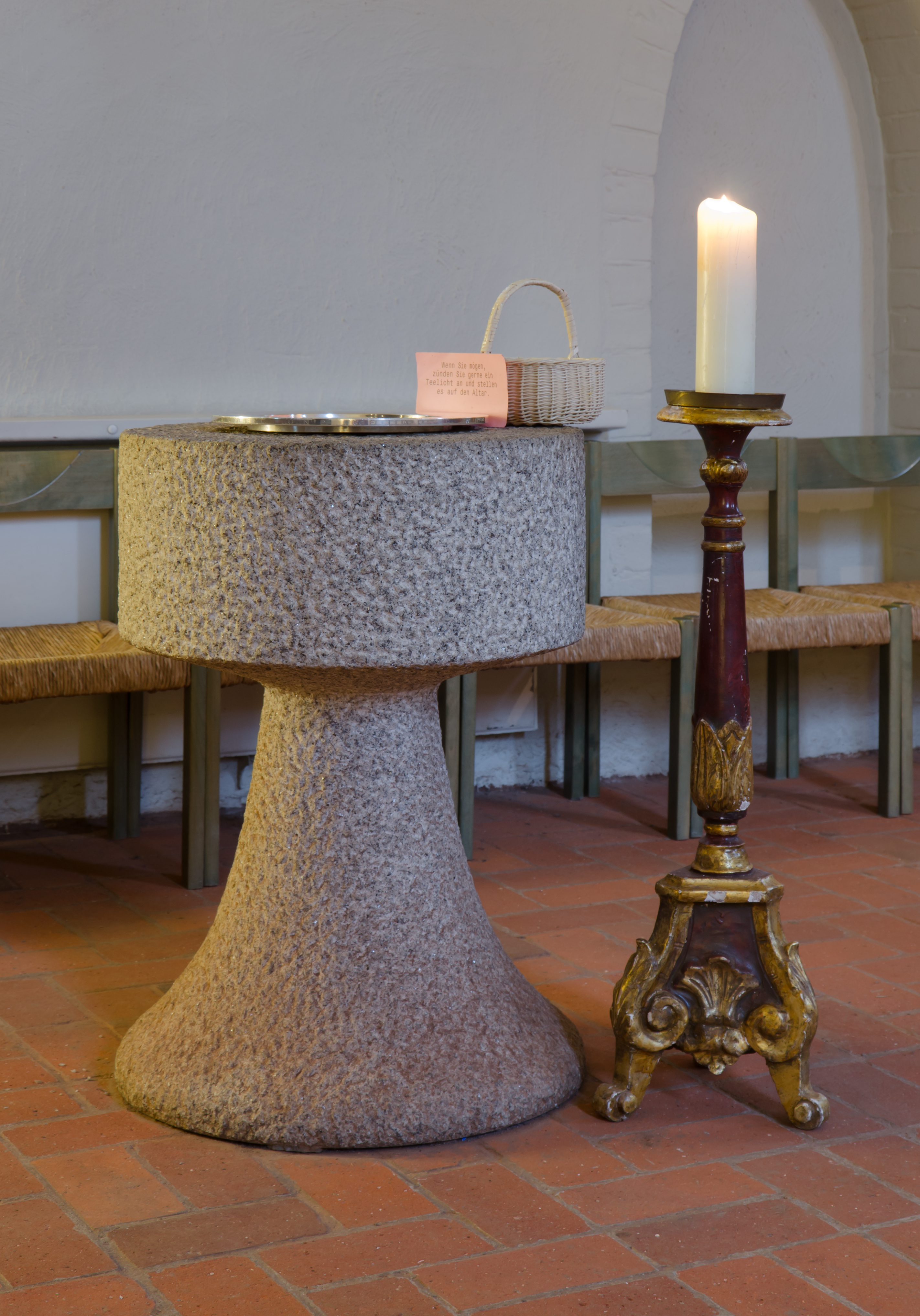
Tauffünte und Leuchter

## Glocken
Die Kirche besitzt drei Glocken: eine kleine Uhrschlagglocke von 1819 draußen über dem Uhrzifferblatt auf der Südseite des Turms und zwei große für das Geläut im Innern des Turms.
Die größere der Glocken im Turm ist die älteste Glocke der Kirche und stammt aus dem Jahr 1494. Sie trägt die Inschrift: Anno DM.M.IIIIC.XC.IIII Do.makede.meister.Harmen.Bonstede.desse.Klocken („Anno Domini.1000.4einhundert.90.4 da machte Meister Harmen Bonstede diese Glocke“). Sie gilt heute als die älteste noch vorhandene Glocke, die von Hamburger Gießern nach Stormarn geliefert wurde. Sie hat eine leicht gekröpfte Aufhängung.
Die kleinere Glocke aus dem Jahre 1580 wurde im Ersten Weltkrieg wegen des Rohstoffmangels für die Rüstungsproduktion eingeschmolzen und erst 1930 durch eine neue Bronzeglocke ersetzt. Diese fiel im Zweiten Weltkrieg ebenfalls wieder dem Rohstoffmangel zum Opfer. Die heutige Glocke aus Gussstahl wurde vom Bochumer Verein für Gussstahlfabrikation (BVG) gegossen und stammt aus dem Jahre 1955.
| Glocke | Schlagton            | Gewicht | Durchmesser | Gießer, Gussort          | Gussjahr | Material | Inschrift |
| ------ | -------------------- | ------- | ----------- | ------------------------ | -------- | -------- | --- |
| 1      | f′                   | 930 kg  | 1160 mm     | Harmen Bonstede, Hamburg | 1494     | Bronze   | "ano dm . m . iiic . xc . iiii . do . makede . meister . harmen . bonstede . desse . klocken" (= anno domini . 1000 . 400 . 90 . 4 . da . machte . meister . harmen . bonstede . diese . glocke") Rest leider unleserlich |
| 2      | as′                  | 430 kg  | 1050 mm     | Bochumer Verein, Bochum  | 1955     | Stahl    | Schulter: "NUN PREISET ALLE GOTTES BARMHERZIGKEIT +" Wolm: "ERNTEDANKFEST 1955" |
| 3      | f″ (Uhrschlagglocke) | –       | –           | ?                        | 1819     | Bronze   | |

## Instandsetzungen und Sanierungen nach 1964
Im Jahre 1964 wurde die Kirche unter der Leitung der Architekten Friedhelm Grundmann und Horst Sandtmann umfangreich restauriert, wobei diese Arbeiten mit archäologischen Forschungen verbunden wurden. Seit diesem Jahr gab es nur noch im Innenraum größere Veränderungen. Im Zuge der Sanierung entfernte man das bisher auf dem Altar stehende Marmorkruzifix, da es sich für den neu gestalteten Raum als zu wuchtig erwies. Das Kruzifix steht heute auf dem Gräberfeld der Pastoren auf dem Rahlstedter Friedhof. Der Altaraufsatz wurde 1981 wieder auf den Altartisch gestellt, nachdem er 1904 an die Nordwand gehängt wurde. Der Turm erhielt 1981 ein neues Dach aus Holzschindeln. Bei diesen Arbeiten wurde zeitgleich der Wetterhahn restauriert. In den Jahren 2008 bis 2010 mussten weite Teile der hölzernen Bauelemente (Dachstuhl, Deckenbalken, Fachwerk) auf Grund eines Befalls mit dem bunten Nagekäfer saniert werden.
Wegen des erhalten gebliebenen Charakters einer mittelalterlichen Dorfkirche ist die Altrahlstedter Kirche heute eine der beliebtesten Hochzeitskirchen Hamburgs.

## Orgel

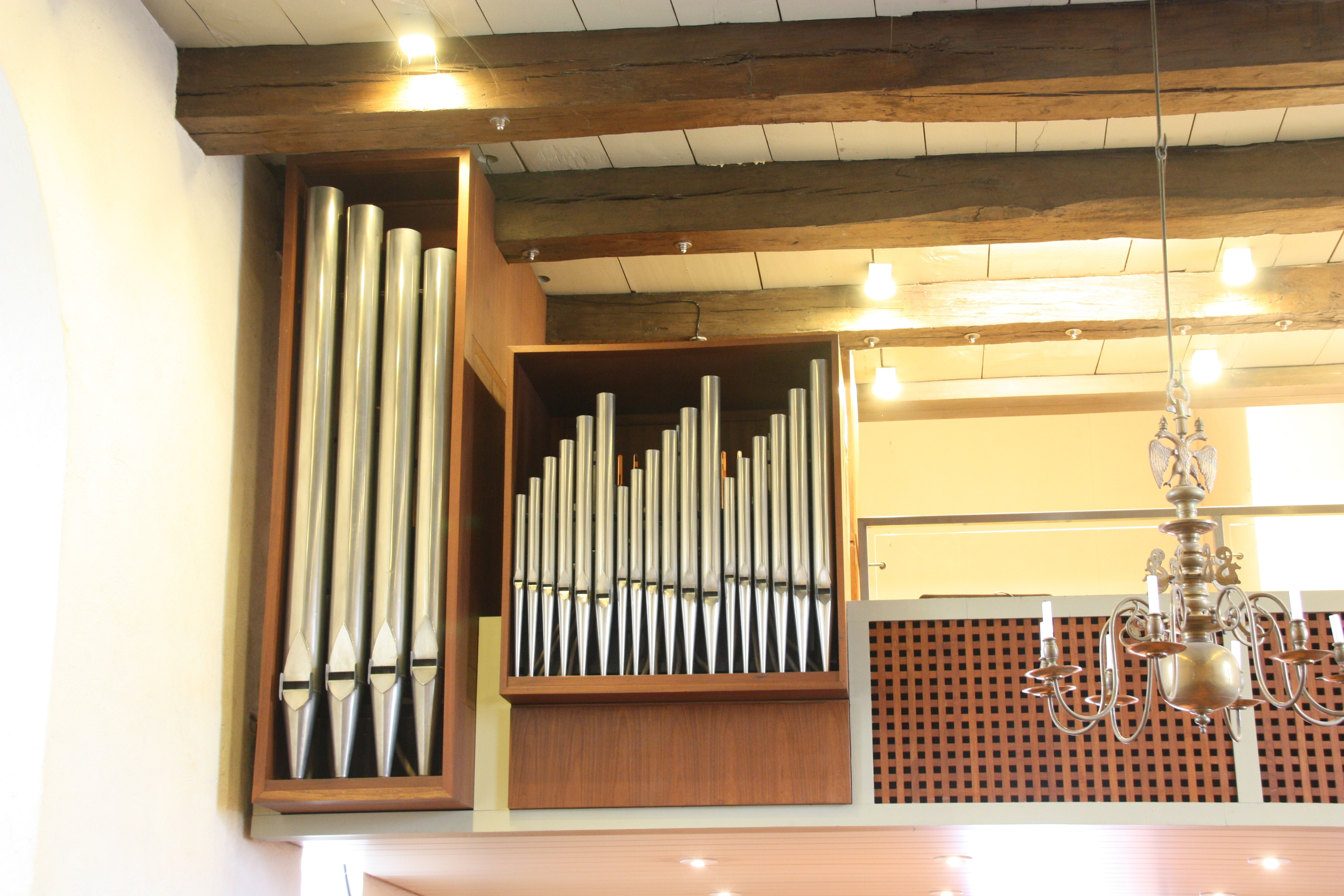
Orgelprospekt

Die erste Orgel der Kirche wird 1697 erwähnt, sie wurde auf Grund ihres „sehr mäßigen“ Klanges 1880 durch eine Marcussen-Orgel ersetzt. Diese war bis 1964 in Gebrauch, ihr Nachfolger ist eine 1969 eingebaute und heute noch vorhandene Führer-Orgel. Eher ungewöhnlich ist sie asymmetrisch auf der Empore im hinteren Teil der Kirche aufgestellt. Sie verfügt über 16 Register, verteilt auf zwei Manuale und Pedal. Ihre Disposition lautet:
| I Hauptwerk C– |           |    |
| 1.             | Gemshorn  | 8′ |
| 2.             | Rohrflöte | 8′ |
| 3.             | Prinzipal | 4′ |
| 4.             | Gedackt   | 4′ |
| 5.             | Waldflöte | 2′ |
| 6.             | Mixtur IV |    |

| II Rückpositiv C– |             |       |
| 7.                | Gedackt     | 8′    |
| 8.                | Rohrflöte   | 4′    |
| 9.                | Prinzipal   | 2′    |
| 10.               | Quinte      | 1 ⁄3′ |
| 11.               | Scharff III |       |
| 12.               | Krummhorn   | 8′    |
|                   | Tremulant   |       |

| Pedal C– |           |     |
| 13.      | Subbass   | 16′ |
| 14.      | Pommer    | 8′  |
| 15.      | Prinzipal | 4′  |
| 16.      | Clarine   | 2′  |

- Koppeln: I/II, II/P und I/P

## Fotografien
Koordinaten: 53° 35′ 48″ N, 10° 9′ 2″ O

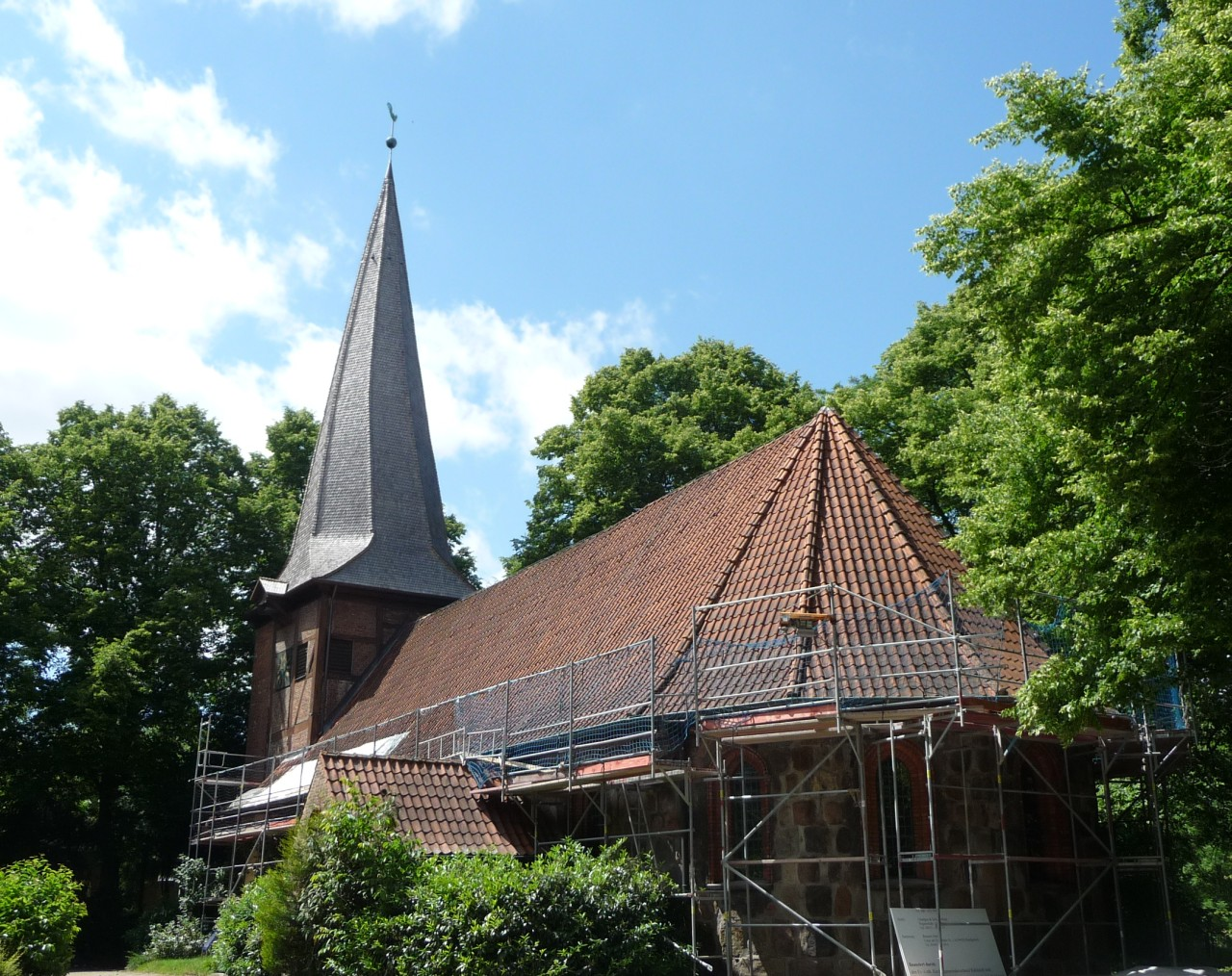
Ansicht von Osten während der Restaurierung 2009
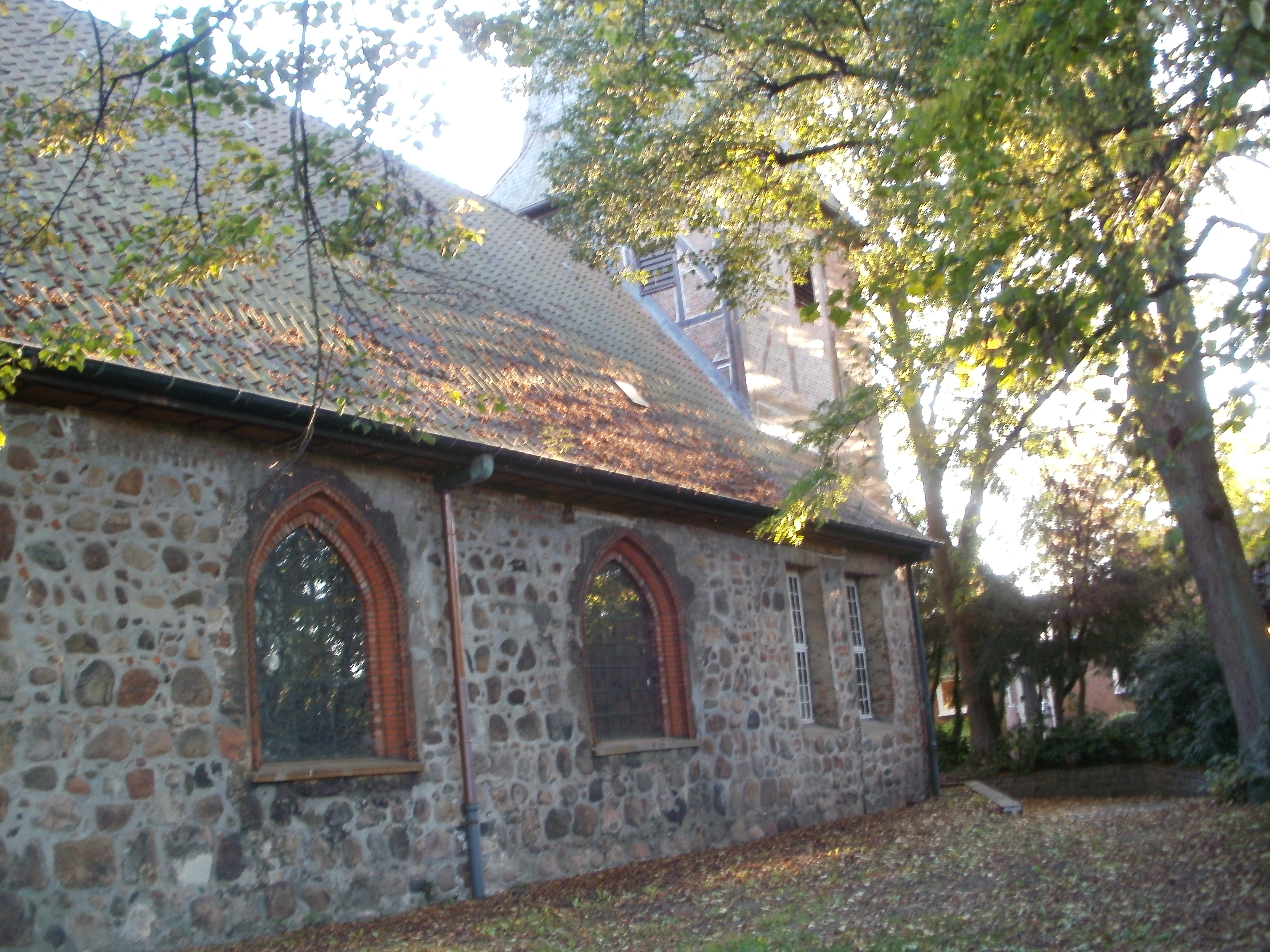
Feldsteinmauer der Rückseite
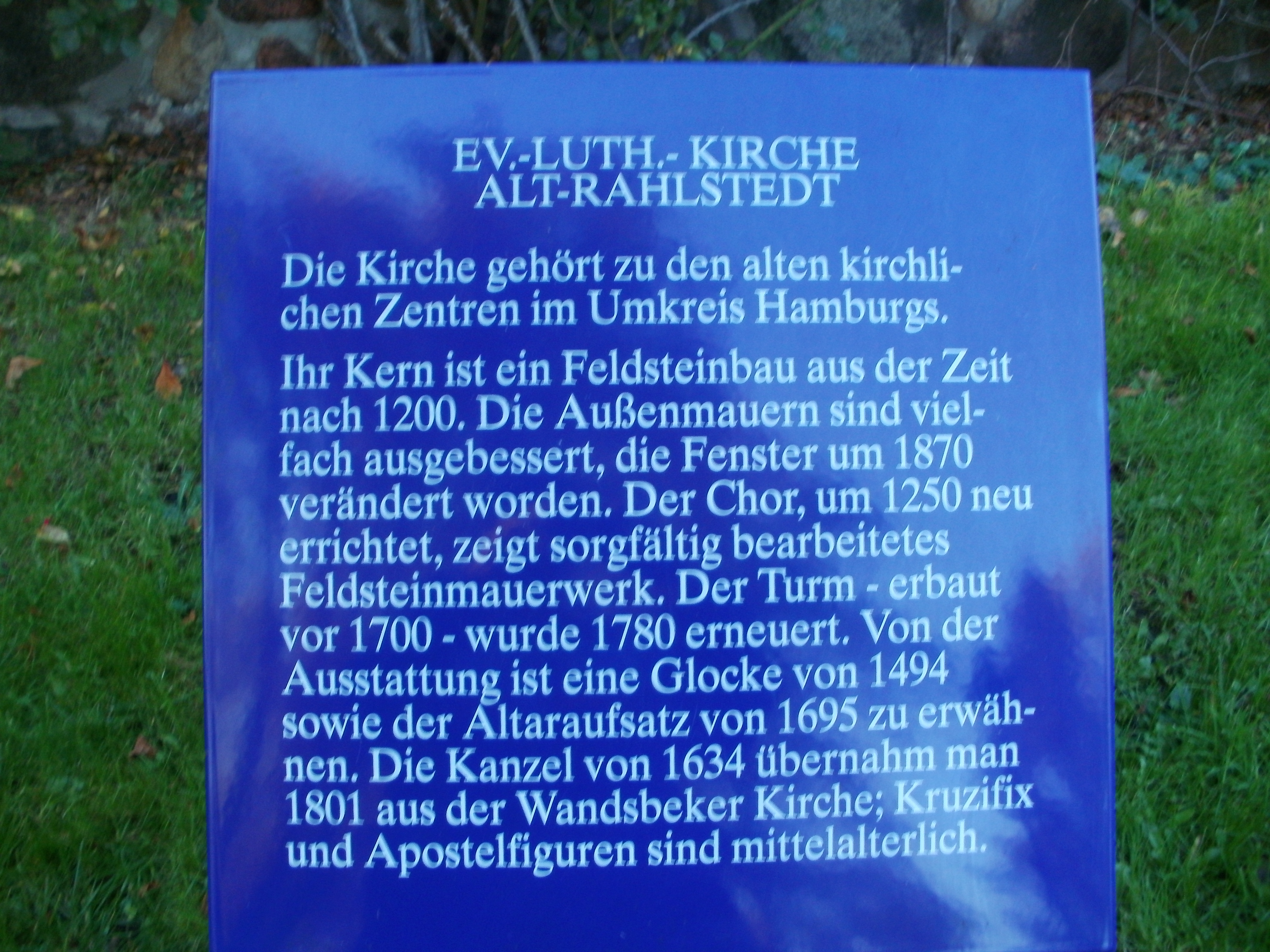
Infotafel
Die Kirche 1903
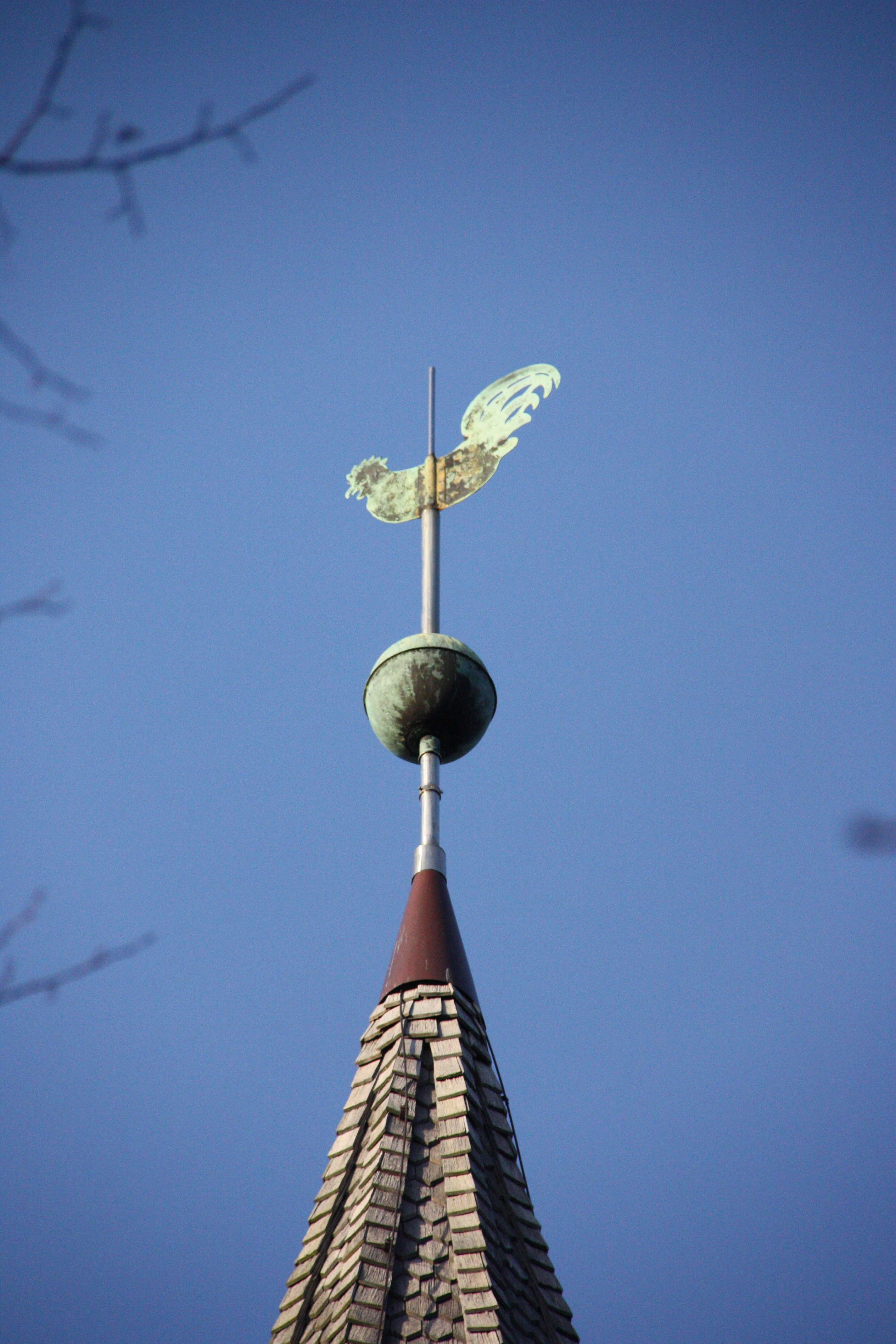
Turmspitze mit Wetterhahn
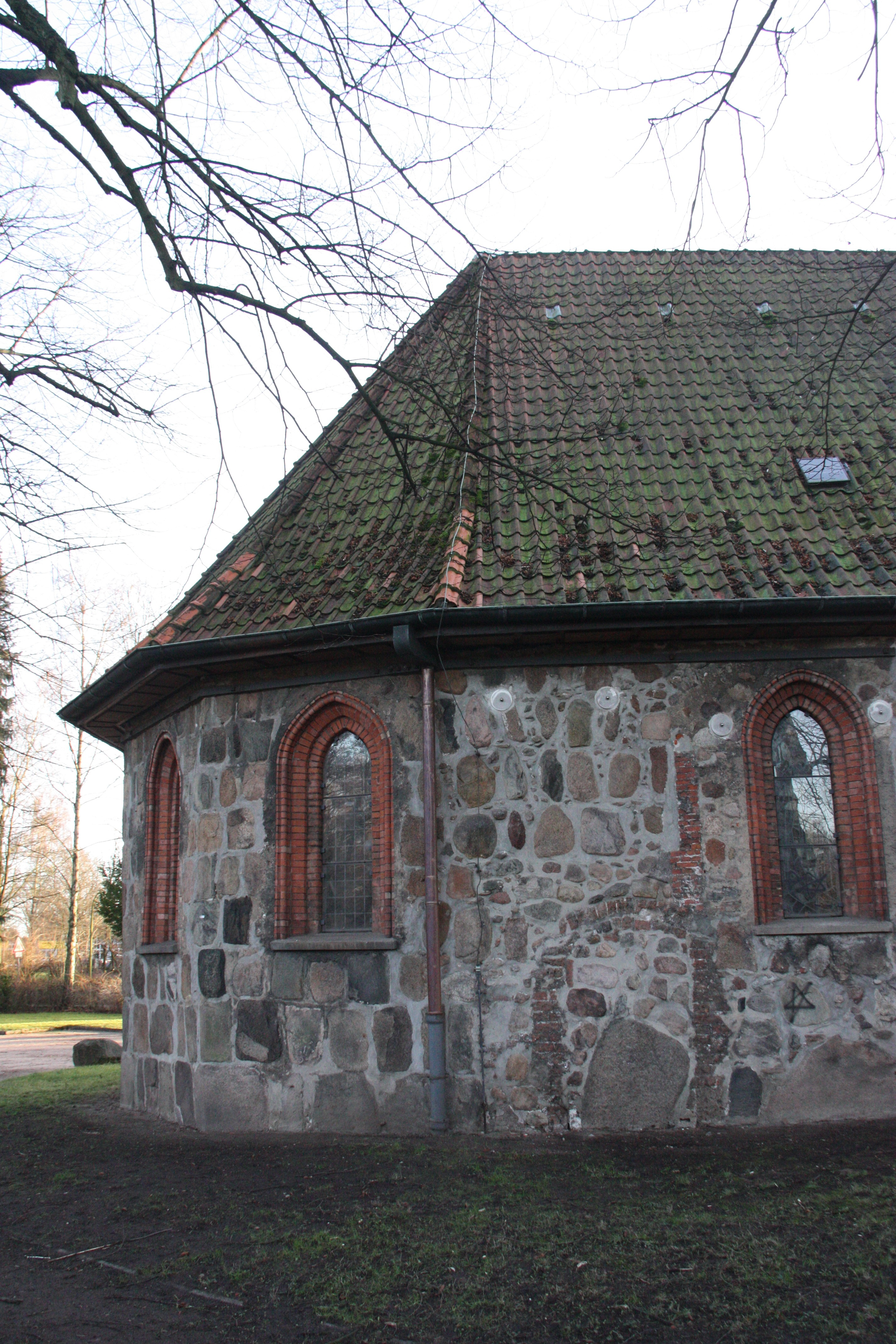
Nordseite mit vermauerter ehemaliger Eingangstür
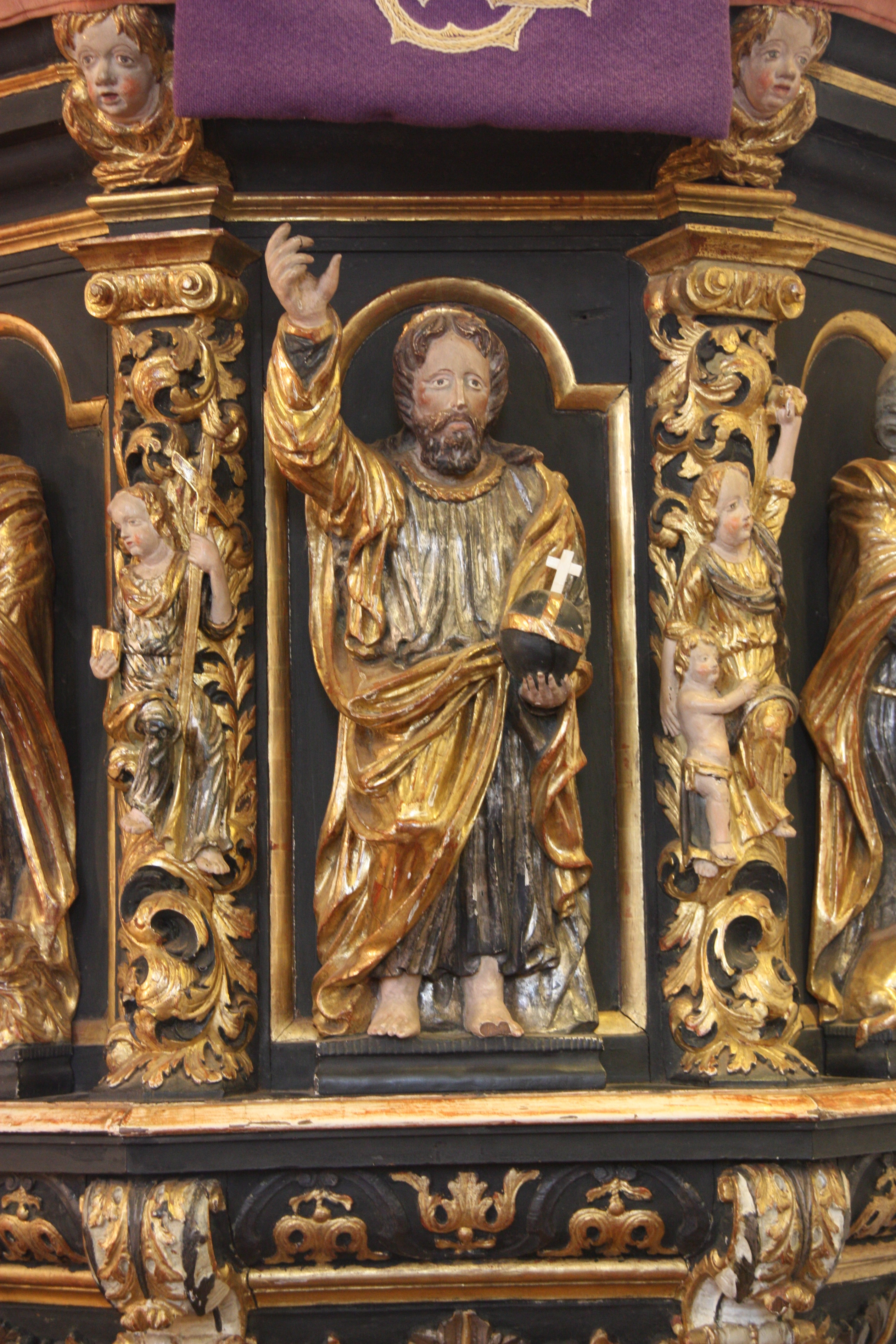
Detail der Kanzel
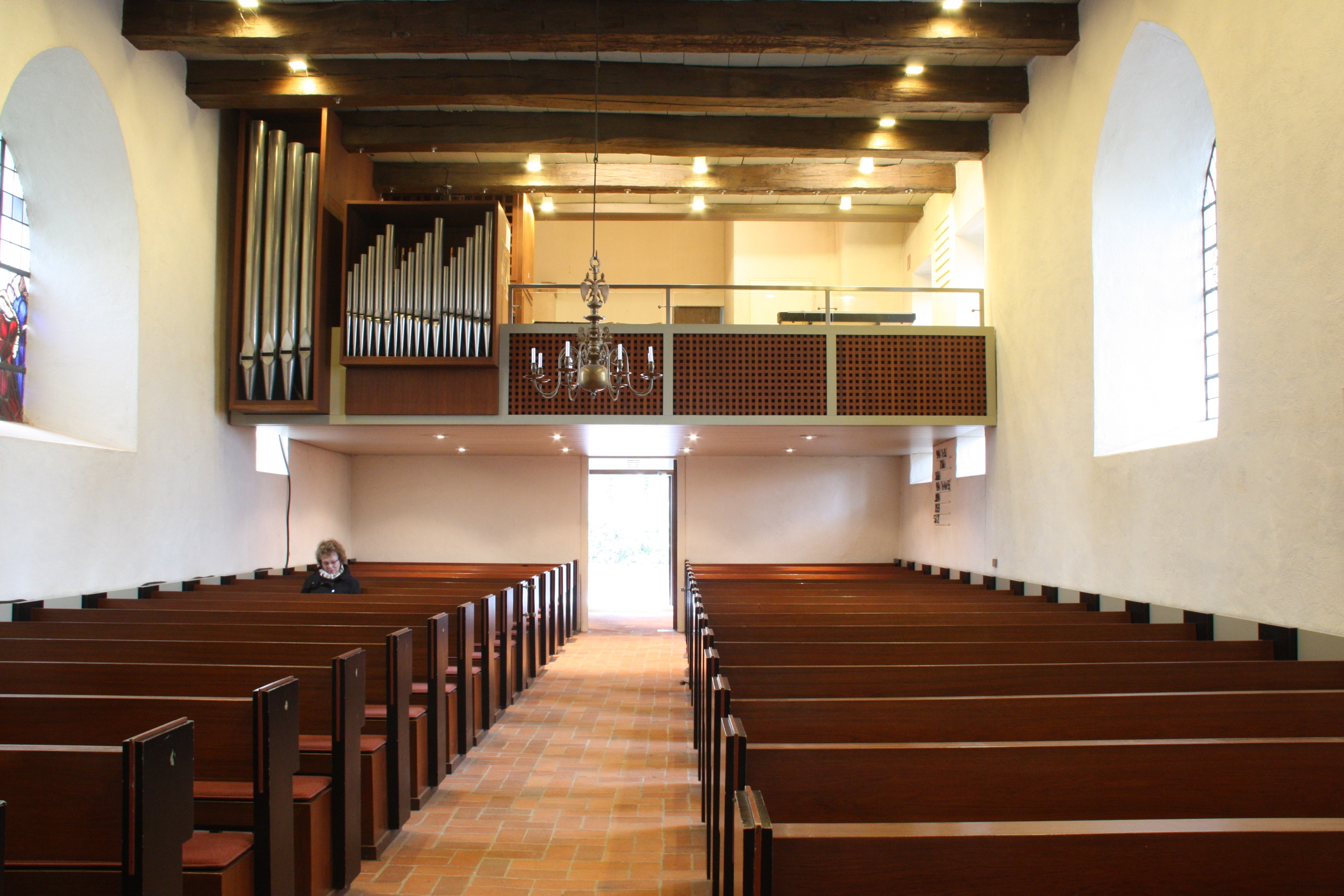
Innenraum, Blick auf Eingang, Empore und Orgel